# Фердинанд Ехингер фон Балцхайм
Фердинанд Ехингер фон Балцхайм (на немски: Ferdinand Ehinger von Balzheim; * в Улм, Вюртемберг; † 3 май 1595 в Гроскьоц, Бавария) е благородник от род „Ехингер фон Балцхайм“ в Баден-Вюртемберг.
През 1490 г. Валтер Ехингер купува и чрез наследство получава господството Балцхайм (Обер- и Унтер-Балцхайм) от графовете на Кирхберг. Родът Ехингер фон Балцхайм изчезва през 1734 г.

## Фамилия
Фердинанд Ехингер фон Балцхайм се жени на 21 май 1580 г. в Илертисен за Сабина Фьолин фон Фрикенхаузен (* 23 ноември 1554; † 5 юни 1595), дъщеря на Ханс Кристоф I Фьолин фон Фрикенхаузен († 1576) и фрайин Вероника фон Фрайберг-Айзенберг, Халденванг и Найдлинген (1523 – 1582). Те имат един син: 
- Йохан Кристоф Ехингер фон Балцхайм (* 1595, Улм, Вюртемберг), женен за Катарина Шад фон Мителбиберах (* 6 януари 1596, Улм); имат дъщеря.